# Conciertos de Final Fantasy
Final Fantasy es una franquicia de medios creada por Hironobu Sakaguchi, propiedad de Square Enix, que incluye videojuegos, películas y otros productos. Squaresoft desarrolló y publicó en 1987 el videojuego de rol original Final Fantasy, fundador de una serie de videojuegos que actuaría como foco central de la franquicia. El principal compositor de la música de la serie principal es Nobuo Uematsu, quien creó íntegramente la banda sonora de los primeros nueve videojuegos, además de dirigir la producción de muchos de los álbumes. La música de los spin-offs y la serie principal desde Final Fantasy X es obra de varios músicos, como Masashi Hamauzu, Naoshi Mizuta, Hitoshi Sakimoto y Kumi Tanioka, entre otros.
Su música ha sido interpretada en numerosas giras orquestales y presentaciones por diversas orquestas sinfónicas dedicadas a la industria de los videojuegos, tales como Orchestral Game Music Concerts, Symphonic Game Music Concerts, Play! A Video Game Symphony y Video Games Live, además de constituir el repertorio exclusivo de conciertos y giras completos. El primer concierto de este tipo, 20020220 Music from Final Fantasy, tuvo lugar el 20 de febrero de 2002 y su éxito dio pie a Tour de Japón: Music from Final Fantasy, una gira por seis ciudades japonesas entre marzo y abril de 2004. Luego, siguió una serie de conciertos realizada en Estados Unidos entre 2004 y 2005 titulada Dear Friends -Music From Final Fantasy- y, una vez finalizada, el espectáculo en Los Ángeles More Friends: Music from Final Fantasy el 16 de mayo de 2005. Voices - Music from Final Fantasy consistió exclusivamente piezas vocales el 18 de febrero de 2006 en Yokohama (Japón). La gira más larga es Distant Worlds: Music from Final Fantasy, que empezó en 2007 y continuará por lo menos hasta finales de 2014. Final Symphony presenta música de Final Fantasy VI, VII y X desde mayo de 2013. En todos los anteriores solo se ha tocado música de la serie principal y no se ha incluido aquella de los múltiples spin-offs, con excepción de Final Fantasy VII Advent Children, película secuela de Final Fantasy VII.

## 20020220
20020220 - Music from Final Fantasy fue el primer concierto oficial dedicado exclusivamente a interpretar la música que ambienta a los videojuegos de Final Fantasy. Ya contaba con el antecedente de Final Fantasy Symphonic Suite, un concierto frente un pequeño público realizado en Tokio el 20 de mayo de 1989 y que tuvo por objeto grabar una versión orquestal de las BSO de Final Fantasy I y II. La música de 20020220 se orquestó a partir de las piezas originales de Nobuo Uematsu, arregladas por el propio Uematsu y Shiro Hamaguchi, además de Masashi Hamauzu a cargo de «To Zanarkand» y «Yuna's Decision». Tokyo Philharmonic Orchestra las interpretó el 20 de febrero de 2002 en el Tokyo International Forum, bajo la dirección de Taizō Takemoto y junto a los anfitriones Masakazu Morita y Mayuko Aoki, los seiyuus respectivos de Tidus y Yuna de Final Fantasy X.
Se tocaron diecisiete temas en casi dos horas; la lista incluía orquestaciones desde el primer videojuego hasta Final Fantasy X, que entonces era el último juego. «Suteki da Ne» de Final Fantasy X contó con la participación de la cantante de folk japonesa Ritsuki Nakano, conocida como RIKKI, como lo hizo en la BSO. De igual forma, el intérprete Emiko Shiratori cantó «Melodies of Life» de Final Fantasy IX. El pianista Aki Kuroda ejecutó «At Zanarkand» y «Yuna's Decision», ambas piezas solistas pertenecientes a Final Fantasy X, mientras que para «Liberi Fatali» y «One-Winged Angel» un pequeño coro se sumó a la orquesta. Por su parte, Kiyotsugu Amano tocó el acompañamiento de guitarra para «Dear Friends» de Final Fantasy V y «Vamo' Alla Flamenco» de Final Fantasy IX.
Su grabación en vivo fue publicada el 9 de mayo de 2002 a través de DigiCube y luego se relanzó el 22 de julio de 2004 a través de Square Enix. El álbum doble posee veinticinco temas de una duración total de 1:47:27, incluida la afinación inicial de la orquesta y el discurso dado por el maestro de ceremonias. Fue bien recibido por la crítica y Robert Bogdanowicz de RPGFan lo consideró «una banda sonora asombrosa» y «probablemente el mejor álbum de arreglos de Final Fantasy jamás hecho». Liz Maas estuvo de acuerdo; si bien consideró que carecía de innovación, la música le pareció «maravillosa» y «bastante placentera». Patrick Dell de Soundtrack Central opinó que es «maravillosa» y que tuvo «una impresionante presentación», aunque le desagradó bastante la interpretación del coro. Dave de Square Enix Music Online no se impresionó tanto y sostuvo que muchas de las interpretaciones fueron «carentes de cohesión y dirección», aunque afirmó que el trabajo era «satisfactorio» y que «vale la pena escucharlo repetidas veces». Por otro lado, Sophia de Square Enix Music Online afirmó que es un «álbum fantástico» que «debes tener si eres un admirador de la música de Final Fantasy».
| Lista de temas |                                    | |
| --- | ---------------------------------- | --- |
| \| # \| Tema \| Juego original \| \| --- \| ---------------------------------- \| ------------------------------------------------------------------------------------------------------------------------------------------------------------------ \| \| 1. \| «Liberi Fatali» \| Final Fantasy VIII \| \| 2. \| «Theme of Love» \| Final Fantasy IV \| \| 3. \| «Final Fantasy I-III Medley» \| Final Fantasy I («The Prelude», «Main Theme», «Matoya's Cave») Final Fantasy II («Rebel Army Theme», «Chocobo Theme») Final Fantasy III («Elia, the Water Maiden») \| \| 4. \| «Aerith's Theme» \| Final Fantasy VII \| \| 5. \| «Don't Be Afraid» \| Final Fantasy VIII \| \| 6. \| «Tina» \| Final Fantasy VI \| \| 7. \| «Dear Friends» \| Final Fantasy V \| \| 8. \| «Vamo' Alla Flamenco» \| Final Fantasy IX \| \| \| Intermedio \| \| \| 9. \| «At Zanarkand» \| Final Fantasy X \| \| 10. \| «Yuna's Decision» \| Final Fantasy X \| \| 11. \| «Love Grows» \| Final Fantasy VIII \| \| 12. \| «Suteki da ne» \| Final Fantasy X \| \| 13. \| «The Place I'll Return to Someday» \| Final Fantasy IX \| \| 14. \| «Melodies of Life» \| Final Fantasy IX \| \| 15. \| «One Winged Angel» \| Final Fantasy VII \| \| \| Encore \| \| \| 16. \| «The Man with the Machine Gun» \| Final Fantasy VIII \| \| 17. \| «Final Fantasy Theme» \| Serie Final Fantasy \| |                                    | |
| # | Tema                               | Juego original |
| 1. | «Liberi Fatali»                    | Final Fantasy VIII |
| 2. | «Theme of Love»                    | Final Fantasy IV |
| 3. | «Final Fantasy I-III Medley»       | Final Fantasy I («The Prelude», «Main Theme», «Matoya's Cave») Final Fantasy II («Rebel Army Theme», «Chocobo Theme») Final Fantasy III («Elia, the Water Maiden») |
| 4. | «Aerith's Theme»                   | Final Fantasy VII |
| 5. | «Don't Be Afraid»                  | Final Fantasy VIII |
| 6. | «Tina»                             | Final Fantasy VI |
| 7. | «Dear Friends»                     | Final Fantasy V |
| 8. | «Vamo' Alla Flamenco»              | Final Fantasy IX |
| | Intermedio                         | |
| 9. | «At Zanarkand»                     | Final Fantasy X |
| 10. | «Yuna's Decision»                  | Final Fantasy X |
| 11. | «Love Grows»                       | Final Fantasy VIII |
| 12. | «Suteki da ne»                     | Final Fantasy X |
| 13. | «The Place I'll Return to Someday» | Final Fantasy IX |
| 14. | «Melodies of Life»                 | Final Fantasy IX |
| 15. | «One Winged Angel»                 | Final Fantasy VII |
| | Encore                             | |
| 16. | «The Man with the Machine Gun»     | Final Fantasy VIII |
| 17. | «Final Fantasy Theme»              | Serie Final Fantasy |

## Tour de Japón
Tour de Japón - Music from Final Fantasy fue una gira de conciertos por Japón desde el 12 de marzo hasta el 16 de abril de 2004. Surgió luego del éxito 20020220, con siete funciones en seis ciudades, donde se tocó música compuesta por Nobuo Uematsu, arreglada por Shiro Hamaguchi y dirigida, al igual que su predecesor, por Taizō Takemoto. Se invitó a Uematsu a dirigir los encores de cada interpretación, para lo cual usó una batuta prestada que había roto y reparado con cinta adhesiva. Tour de Japón presentó menos temas no orquestales que su antecesor: Etsuyo Ota, Tomoaki Watanabe y Tetsuya Odagaw cantaron «Opera "Maria & Draco"», mientras que Manami Kiyota y Yuji Hasegawa interpretaron canciones del álbum Final Fantasy Song Book: Mahoroba durante el intermedio. Participaron seis orquestas, una para cada lugar. Se grabó una de las presentaciones y se publicó en un DVD exclusivo para los miembros del club de fanáticos de Nobuo Uematsu.
| Lista de temas |                                     |                                                    |
| --- | ----------------------------------- | -------------------------------------------------- |
| \| # \| Tema \| Juego original \| \| --- \| ----------------------------------- \| -------------------------------------------------- \| \| 1. \| «Opening ~ Bombing Mission» \| Final Fantasy VII \| \| 2. \| «To Zanarkand» \| Final Fantasy X \| \| 3. \| «Ronfaure» \| Final Fantasy XI \| \| 4. \| «Aerith's Theme» \| Final Fantasy VII \| \| 5. \| «The Oath» \| Final Fantasy VIII \| \| 6. \| «You're Not Alone» \| Final Fantasy IX \| \| \| Intermedio \| \| \| 7. \| «Ahead on Our Way» \| Final Fantasy V \| \| 8. \| «Main Theme of Final Fantasy VII» \| Final Fantasy VII \| \| 9. \| «Theme of Love» \| Final Fantasy IV \| \| 10. \| «Final Fantasy I-III Medley 2004» \| Final Fantasy I, II, III \| \| 11. \| «Opera "Maria and Draco"» \| Final Fantasy VI («Aria di Mezzo Carattere») \| \| 12. \| «New Tune from FF7 Advent Children» \| Final Fantasy VII Advent Children («Cloud Smiles») \| \| 13. \| «Final Fantasy Main Theme» \| Serie Final Fantasy \| |                                     |                                                    |
| # | Tema                                | Juego original                                     |
| 1. | «Opening ~ Bombing Mission»         | Final Fantasy VII                                  |
| 2. | «To Zanarkand»                      | Final Fantasy X                                    |
| 3. | «Ronfaure»                          | Final Fantasy XI                                   |
| 4. | «Aerith's Theme»                    | Final Fantasy VII                                  |
| 5. | «The Oath»                          | Final Fantasy VIII                                 |
| 6. | «You're Not Alone»                  | Final Fantasy IX                                   |
| | Intermedio                          |                                                    |
| 7. | «Ahead on Our Way»                  | Final Fantasy V                                    |
| 8. | «Main Theme of Final Fantasy VII»   | Final Fantasy VII                                  |
| 9. | «Theme of Love»                     | Final Fantasy IV                                   |
| 10. | «Final Fantasy I-III Medley 2004»   | Final Fantasy I, II, III                           |
| 11. | «Opera "Maria and Draco"»           | Final Fantasy VI («Aria di Mezzo Carattere»)       |
| 12. | «New Tune from FF7 Advent Children» | Final Fantasy VII Advent Children («Cloud Smiles») |
| 13. | «Final Fantasy Main Theme»          | Serie Final Fantasy                                |

| Presentaciones |                                                     |                                                                 |
| --- | --------------------------------------------------- | --------------------------------------------------------------- |
| \| Fecha \| Lugar \| Orquesta \| \| ------------------- \| --------------------------------------------------- \| --------------------------------------------------------------- \| \| 12 de marzo de 2004 \| Yokohama – Minato Mirai Hall \| New Japan Philharmonic \| \| 14 de marzo de 2004 \| Tokio – Bunkamura Orchard Hall \| Tokyo City Philharmonic (presentaciones al mediodía y la tarde) \| \| 19 de marzo de 2004 \| Sapporo – Sapporo Concert Hall \| Sapporo Symphony Orchestra \| \| 2 de abril de 2004 \| Nagoya – Aichi Prefectural Art Theater Concert Hall \| Nagoya Philharmonic Symphony Orchestra \| \| 11 de abril de 2004 \| Fukuoka – ACROS Fukuoka Symphony Hall \| Kyushu Symphony \| \| 16 de abril de 2004 \| Osaka – Festival Hall \| Osaka Symphoniker Orchestra \| |                                                     |                                                                 |
| Fecha | Lugar                                               | Orquesta                                                        |
| 12 de marzo de 2004 | Yokohama – Minato Mirai Hall                        | New Japan Philharmonic                                          |
| 14 de marzo de 2004 | Tokio – Bunkamura Orchard Hall                      | Tokyo City Philharmonic (presentaciones al mediodía y la tarde) |
| 19 de marzo de 2004 | Sapporo – Sapporo Concert Hall                      | Sapporo Symphony Orchestra                                      |
| 2 de abril de 2004 | Nagoya – Aichi Prefectural Art Theater Concert Hall | Nagoya Philharmonic Symphony Orchestra                          |
| 11 de abril de 2004 | Fukuoka – ACROS Fukuoka Symphony Hall               | Kyushu Symphony                                                 |
| 16 de abril de 2004 | Osaka – Festival Hall                               | Osaka Symphoniker Orchestra                                     |

## Dear Friends

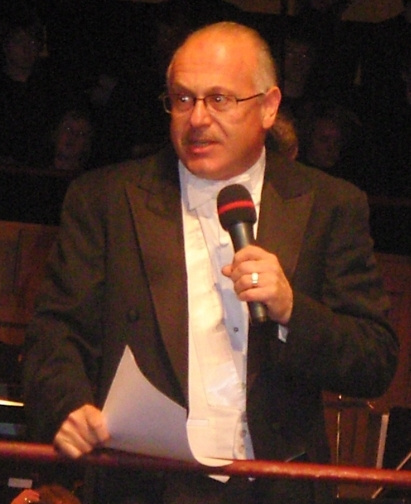
El director de orquesta Arnie Roth en una presentación de Play! A Video Game Symphony en 2007.

Dear Friends - Music from Final Fantasy fue una gira de conciertos de música de Final Fantasy realizada en los Estados Unidos entre 2004 y 2005. Fue la primera de su tipo fuera de tierras niponas y gozó de un gran éxito con funciones agotadas y un récord de taquilla. Presentó temas de Nobuo Uematsu pertenecientes a los últimos capítulos de la saga. El nombre de la gira, además de tocarse la pieza homónima de Final Fantasy V, fue elegido por Uematsu para mostrar su aprecio al apoyo brindado por los admiradores de su música y la serie de videojuegos.
La serie se concibió originalmente como un concierto único que se llevaría a cabo el 10 de mayo de 2004, interpretado por la Los Angeles Philharmonic Orchestra y dirigido por Miguel Harth-Bedoya. La presentación tuvo por anfitrión a James Arnold Taylor, el actor de voz estadounidense de Tidus (Final Fantansy X) y contó con grandes pantallas sobre el escenario que acompañaban con videos las piezas tocadas. Como los conciertos anteriores, Dear Friends tuvo varios grupos y músicos colaboradores, entre ellos una guitarra para «Dear Friends», castañuelas en «Vamo' Alla Flamenco» y piano para «At Zanarkand» y «Cloud Smiles». Esta última a la sazón no tenía título y solo se sabía que aparecería en el próximo juego, Final Fantasy VII Advent Children. La pieza encore «One-Winged Angel» que fue interpretada por la orquesta junto al coro Los Angeles Master Chorale.
El sitio web IGN lo consideró «un éxito absoluto». Sus críticos comentaron que «se quedaron impresionados por la interpretación, la presentación y la intemporalidad de las composiciones de Uematsu». La respuesta del público fue mejor de la esperada, por lo que las entradas se agotaron al cabo de tres días. Debido a que «muchos admiradores rogaron por otra oportunidad para ver el concierto», Dear Friends se extendió a una gira dirigida por Arnie Roth al año siguiente. Roth fue el director después de intentar que la presentación fuese realizada por su orquesta Chicago Pops y de escuchar que se dudaba de agregar otras localidades a la gira. Dijo que intentó agregar a los conciertos su toque personal en las áreas de «drama y ritmo». Diferentes orquestas participaron para cada presentación, no obstante el formato y la lista de temas permanecieron invariables.
| Lista de temas |                       |                                   |
| --- | --------------------- | --------------------------------- |
| \| # \| Tema \| Juego original \| \| --- \| --------------------- \| --------------------------------- \| \| 1. \| «Liberi Fatali» \| Final Fantasy VIII \| \| 2. \| «At Zanarkand» \| Final Fantasy X \| \| 3. \| «Terra» \| Final Fantasy VI \| \| 4. \| «Theme of Love» \| Final Fantasy IV \| \| 5. \| «Dear Friends» \| Final Fantasy V \| \| 6. \| «Vamo' Alla Flamenco» \| Final Fantasy IX \| \| 7. \| «Love Grows» \| Final Fantasy VIII \| \| \| Intermedio \| \| \| 8. \| «Aerith's Theme» \| Final Fantasy VII \| \| 9. \| «You are not Alone» \| Final Fantasy IX \| \| 10. \| «Ronfaure» \| Final Fantasy XI \| \| 11. \| «Medley» \| Final Fantasy I, II, III \| \| 12. \| «Cloud Smiles» \| Final Fantasy VII Advent Children \| \| 13. \| «Final Fantasy Theme» \| Serie Final Fantasy \| \| \| Encore \| \| \| 14. \| «One-Winged Angel» \| Final Fantasy VII \| |                       |                                   |
| # | Tema                  | Juego original                    |
| 1. | «Liberi Fatali»       | Final Fantasy VIII                |
| 2. | «At Zanarkand»        | Final Fantasy X                   |
| 3. | «Terra»               | Final Fantasy VI                  |
| 4. | «Theme of Love»       | Final Fantasy IV                  |
| 5. | «Dear Friends»        | Final Fantasy V                   |
| 6. | «Vamo' Alla Flamenco» | Final Fantasy IX                  |
| 7. | «Love Grows»          | Final Fantasy VIII                |
| | Intermedio            |                                   |
| 8. | «Aerith's Theme»      | Final Fantasy VII                 |
| 9. | «You are not Alone»   | Final Fantasy IX                  |
| 10. | «Ronfaure»            | Final Fantasy XI                  |
| 11. | «Medley»              | Final Fantasy I, II, III          |
| 12. | «Cloud Smiles»        | Final Fantasy VII Advent Children |
| 13. | «Final Fantasy Theme» | Serie Final Fantasy               |
| | Encore                |                                   |
| 14. | «One-Winged Angel»    | Final Fantasy VII                 |

| Presentaciones |                                                 |                                    |
| --- | ----------------------------------------------- | ---------------------------------- |
| \| Fecha \| Lugar \| Orquesta \| \| ---------------------- \| ----------------------------------------------- \| ---------------------------------- \| \| 11 de mayo de 2004 \| Los Ángeles – Walt Disney Concert Hall \| Los Angeles Philharmonic Orchestra \| \| 19 de febrero de 2005 \| Rosemont, IL – Rosemont Theatre \| Chicago Pops Orchestra \| \| 7 de marzo de 2005 \| San Francisco, CA – Nob Hill Masonic Auditorium \| Symphony Silicon Valley \| \| 20 de mayo de 2005 \| Hartford, CT – The Bushnell \| Local Symphony Orchestra \| \| 24-25 de junio de 2005 \| Atlanta, GA – Symphony Hall \| Atlanta Symphony Orchestra \| \| 1 de julio de 2005 \| Fort Worth, TX – Bass Symphony Hall \| Fort Worth Symphony Orchestra \| \| 9 de julio de 2005 \| Minneapolis, MN – Orchestra Hall \| Minnesota Orchestra \| \| 14 de julio de 2005 \| San Diego, CA – Embarcadero Marina Park South \| San Diego Symphony \| \| 23-24 de julio de 2005 \| Detroit, MI – Orchestra Hall \| Detroit Symphony Orchestra \| |                                                 |                                    |
| Fecha | Lugar                                           | Orquesta                           |
| 11 de mayo de 2004 | Los Ángeles – Walt Disney Concert Hall          | Los Angeles Philharmonic Orchestra |
| 19 de febrero de 2005 | Rosemont, IL – Rosemont Theatre                 | Chicago Pops Orchestra             |
| 7 de marzo de 2005 | San Francisco, CA – Nob Hill Masonic Auditorium | Symphony Silicon Valley            |
| 20 de mayo de 2005 | Hartford, CT – The Bushnell                     | Local Symphony Orchestra           |
| 24-25 de junio de 2005 | Atlanta, GA – Symphony Hall                     | Atlanta Symphony Orchestra         |
| 1 de julio de 2005 | Fort Worth, TX – Bass Symphony Hall             | Fort Worth Symphony Orchestra      |
| 9 de julio de 2005 | Minneapolis, MN – Orchestra Hall                | Minnesota Orchestra                |
| 14 de julio de 2005 | San Diego, CA – Embarcadero Marina Park South   | San Diego Symphony                 |
| 23-24 de julio de 2005 | Detroit, MI – Orchestra Hall                    | Detroit Symphony Orchestra         |

## More Friends
More Friends: Music from Final Fantasy fue un concierto presentado el 16 de mayo de 2005 en Los Ángeles, mientras la serie Dear Friends seguía en gira. Contó con una selección de temas compuestos por Nobuo Uematsu, orquestados por Shiro Hamaguchi, Tsuyoshi Sekito y Michio Okamiya e interpretados bajo la dirección de Arnie Roth. Al igual que en el concierto 20020220, participaron varios músicos colaboradores. The Black Mages, banda liderada por Nobuo Uematsu, interpretó versiones rock de «The Rockings Grounds», «Maybe I'm a Lion» y «One-Winged Angel», esta última junto a la orquesta y el coro local CSUF University Singers. RIKKI cantó «Suteki da Ne», mientras que Emiko Shoratoni cantó las versiones en inglés y japonés de «Melodies of Life» en un único tema. Los cantantes de ópera Stephenie Woodling, Chad Berlinghier y Todd Robinson cantaron las secciones vocales de «Opera "Maria & Draco"».
El 15 de febrero de 2006 se lanzó un álbum con la grabación del espectáculo a través de Square Enix. Este contiene trece temas con una duración total de 74:54 y fue bien recibido por la crítica. Patrick Gann de RPGFan opinó que «la calidad de grabación es estupenda, casi todas las canciones pretenden complacer, y rara vez Square Enix falla en este aspecto». Sophia de Square Enix Music Online estuvo de acuerdo y lo consideró «un álbum con un poco de todo, imprescindible para un admirador de Final Fantasy».
| Lista de temas |                                                       |                                              |
| --- | ----------------------------------------------------- | -------------------------------------------- |
| \| # \| Tema \| Juego original \| \| --- \| ----------------------------------------------------- \| -------------------------------------------- \| \| 1. \| «Opening ~ Bombing Mission» \| Final Fantasy VII \| \| 2. \| «Aerith's Theme» \| Final Fantasy VII \| \| 3. \| «At Zanarkand» \| Final Fantasy X \| \| 4. \| «Don't be Afraid» \| Final Fantasy VIII \| \| 5. \| «Terra's Theme» \| Final Fantasy VI \| \| 6. \| «Swing de Chocobo» \| Serie Final Fantasy \| \| 7. \| «FINAL FANTASY» \| Serie Final Fantasy \| \| 8. \| «The Rocking Grounds» \| Final Fantasy III \| \| 9. \| «Maybe I'm a Lion» \| Final Fantasy VIII \| \| 10. \| «Suteki da ne» \| Final Fantasy X \| \| 11. \| «The Place I'll Return to Someday ~ Melodies of Life» \| Final Fantasy IX \| \| 12. \| «Opera "Maria & Draco"» \| Final Fantasy VI («Aria di Mezzo Carattere») \| \| \| Encore \| \| \| 13. \| «Advent: One-Winged Angel» \| Final Fantasy VII Advent Children \| |                                                       |                                              |
| # | Tema                                                  | Juego original                               |
| 1. | «Opening ~ Bombing Mission»                           | Final Fantasy VII                            |
| 2. | «Aerith's Theme»                                      | Final Fantasy VII                            |
| 3. | «At Zanarkand»                                        | Final Fantasy X                              |
| 4. | «Don't be Afraid»                                     | Final Fantasy VIII                           |
| 5. | «Terra's Theme»                                       | Final Fantasy VI                             |
| 6. | «Swing de Chocobo»                                    | Serie Final Fantasy                          |
| 7. | «FINAL FANTASY»                                       | Serie Final Fantasy                          |
| 8. | «The Rocking Grounds»                                 | Final Fantasy III                            |
| 9. | «Maybe I'm a Lion»                                    | Final Fantasy VIII                           |
| 10. | «Suteki da ne»                                        | Final Fantasy X                              |
| 11. | «The Place I'll Return to Someday ~ Melodies of Life» | Final Fantasy IX                             |
| 12. | «Opera "Maria & Draco"»                               | Final Fantasy VI («Aria di Mezzo Carattere») |
| | Encore                                                |                                              |
| 13. | «Advent: One-Winged Angel»                            | Final Fantasy VII Advent Children            |

## Voices
Voices - Music from Final Fantasy fue un concierto realizado el 18 de febrero de 2006 en Yokohama (Japón) dedicado exclusivamente a temas y arreglos vocales de la música de Final Fantasy. La interpretación estuvo a cargo de Prima Vista Philharmonic Orchestra, que interpretó la música basada en las composiciones de Nobuo Uematsu bajo la dirección de Arnie Roth y la colaboración de diversos músicos en el Pacífico Yokohoma Conference and Convention Center. Se tocaron dieciséis temas más dos encores con la participación de Uematsu y Rieko Katayama, el maestro de ceremonias. Como en sus predecesores, muchas de las piezas fueron presentadas por los intérpretes originales de los videojuegos. Emiko Shiratori cantó «Melodies of Life», RIKKI interpretó «Suteki da ne», Izumi Masuda repitió su papel en «Memore de la Ŝtono» y «Kiss me Good-bye» sonó en la voz de Angela Aki, para entonces la única canción de Final Fantasy XII en haber sido interpretada en un concierto. Angela Aki también interpretó «Eyes on Me», originalmente cantada por Faye Wong en Final Fantasy VIII. The Black Mages tocaron «Advent: One Winged Angel» junto a la orquesta. Otros vocalistas se unieron a ella para el resto de las piezas, entre ellos Etsuyo Ota, Tomoaki Watanabe y Tetsuya Odagawa que interpretaron «Opera "Maria and Draco"» como lo hicieron en Tour de Japón hacía dos años. El 21 de junio de 2006 se lanzó un DVD con la presentación completa, además de entrevistas a Nobuo Uematsu, Arnie Roth y los músicos invitados.
| Lista de temas |                                           |                                              |
| --- | ----------------------------------------- | -------------------------------------------- |
| \| # \| Tema \| Juego original \| \| --- \| ----------------------------------------- \| -------------------------------------------- \| \| 1. \| «Prelude» \| Serie Final Fantasy \| \| 2. \| «Liberi Fatali» \| Final Fantasy VIII \| \| 3. \| «Fisherman's Horizon» \| Final Fantasy VIII \| \| 4. \| «Hymn of the Fayth» \| Final Fantasy X \| \| 5. \| «Suteki da ne» \| Final Fantasy X \| \| 6. \| «Final Fantasy Doo Wop Medley» \| Serie Final Fantasy \| \| 7. \| «A Place to Call Home ~ Melodies of Life» \| Final Fantasy IX \| \| 8. \| «Final Fantasy» \| Serie Final Fantasy \| \| 9. \| «Prima Vista Orchestra» \| Final Fantasy IX \| \| 10. \| «The Promised Land» \| Final Fantasy VII Advent Children \| \| 11. \| «Opening Theme Memoro de la Ŝtono» \| Final Fantasy XI \| \| 12. \| «Eyes on Me» \| Final Fantasy VIII \| \| 13. \| «Kiss Me Good-Bye» \| Final Fantasy XII \| \| 14. \| «Opera "Maria & Draco"» \| Final Fantasy VI («Aria di Mezzo Carattere») \| \| 15. \| «Swing de Chocobo» \| Serie Final Fantasy \| \| 16. \| «Advent: One Winged Angel» \| Final Fantasy VII Advent Children \| \| \| Encore \| \| \| 17. \| «Advent: One Winged Angel» \| Final Fantasy VII Advent Children \| \| 18. \| «Final Fantasy» \| Serie Final Fantasy \| |                                           |                                              |
| # | Tema                                      | Juego original                               |
| 1. | «Prelude»                                 | Serie Final Fantasy                          |
| 2. | «Liberi Fatali»                           | Final Fantasy VIII                           |
| 3. | «Fisherman's Horizon»                     | Final Fantasy VIII                           |
| 4. | «Hymn of the Fayth»                       | Final Fantasy X                              |
| 5. | «Suteki da ne»                            | Final Fantasy X                              |
| 6. | «Final Fantasy Doo Wop Medley»            | Serie Final Fantasy                          |
| 7. | «A Place to Call Home ~ Melodies of Life» | Final Fantasy IX                             |
| 8. | «Final Fantasy»                           | Serie Final Fantasy                          |
| 9. | «Prima Vista Orchestra»                   | Final Fantasy IX                             |
| 10. | «The Promised Land»                       | Final Fantasy VII Advent Children            |
| 11. | «Opening Theme Memoro de la Ŝtono»        | Final Fantasy XI                             |
| 12. | «Eyes on Me»                              | Final Fantasy VIII                           |
| 13. | «Kiss Me Good-Bye»                        | Final Fantasy XII                            |
| 14. | «Opera "Maria & Draco"»                   | Final Fantasy VI («Aria di Mezzo Carattere») |
| 15. | «Swing de Chocobo»                        | Serie Final Fantasy                          |
| 16. | «Advent: One Winged Angel»                | Final Fantasy VII Advent Children            |
| | Encore                                    |                                              |
| 17. | «Advent: One Winged Angel»                | Final Fantasy VII Advent Children            |
| 18. | «Final Fantasy»                           | Serie Final Fantasy                          |

## Distant Worlds

### Distant Worlds

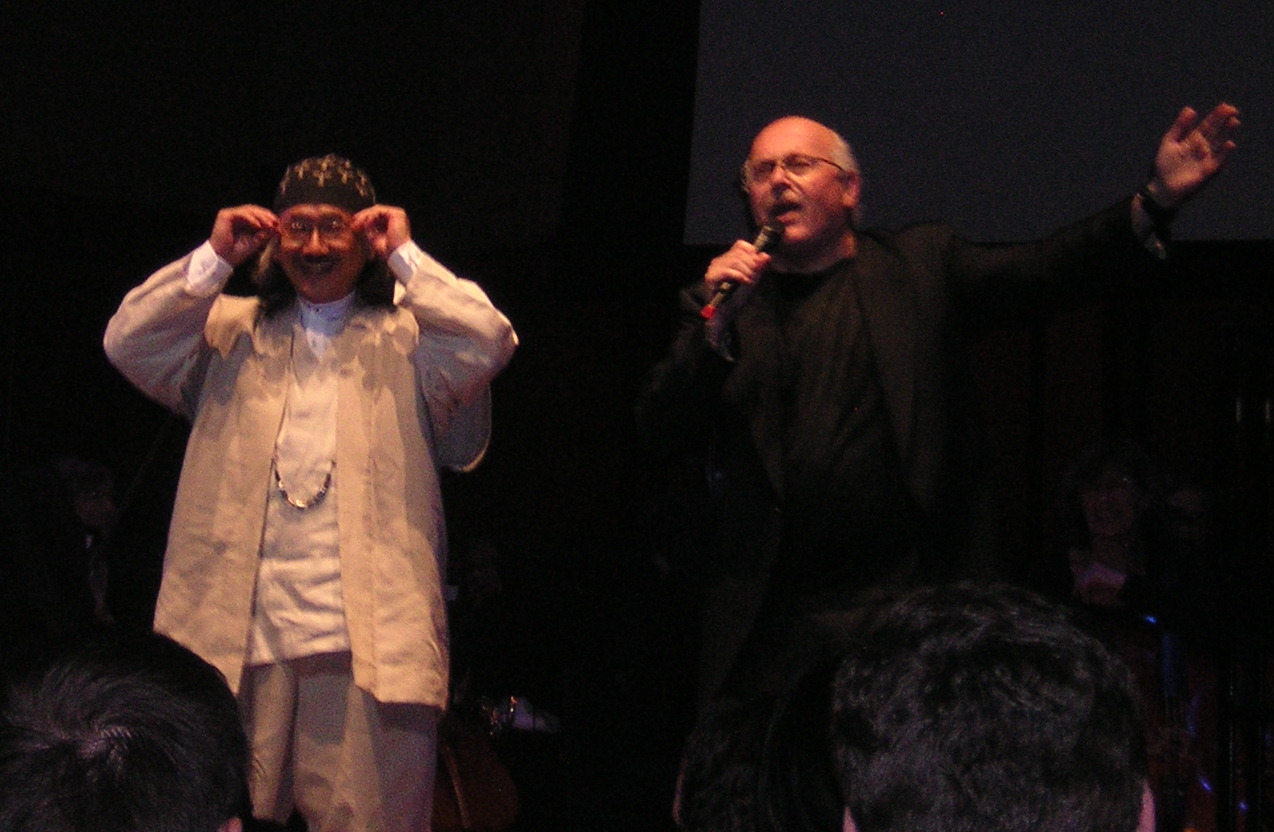
El compositor Nobuo Uematsu y el director Arnie Roth en el concierto de Distant Worlds en Seattle.

Distant Worlds: Music From Final Fantasy es una gira internacional de conciertos iniciada el 4 de diciembre de 2007 en Estocolmo (Suecia) y con funciones al menos hasta fines de 2014. A diferencia de los anteriores, Distant Worlds tiene conciertos por todo el mundo. Producida por AWR Music Productions y con la asesoría deThomas Böcker, presenta música compuesta por Nobuo Uematsu y dirigida por Arnie Roth. Se inauguró en la celebración del vigésimo aniversario de Final Fantasy; por esta razón, las dos horas de concierto incluyen música de cada uno de los juegos de la serie principal. Como en Dear Friends, la música está acompañada por videos e ilustraciones en pantallas gigantes. En el transcurso de la gira se han agregado canciones adicionales a la lista de temas, que incluye a «Ronfaure» de Final Fantasy XI, agregada el 11 de abril de 2009; «Man With A Machine Gun» de Final Fantasy VIII, añadida el 18 de junio de 2009; «Main Theme of FFVII», sumada el 8 de octubre de 2009 y «Dancing Mad», de Final Fantasy VI; y «J-E-N-O-V-A» de Final Fantasy VII, agregada el 12 de diciembre de 2009.
Después del concierto Distant Worlds II en Estocolmo se agregaron las piezas adicionales al repertorio completo y se han seleccionado diferentes conjuntos de temas para cada presentación posterior. El 18 de junio de 2010 se tocó «Kiss Me Goodbye» de Final Fantasy XII en Detroit, aunque no fue agregada oficialmente a la gira. Se interpretó nuevamente el 1 de abril de 2011 en la presentación doble de Nueva York junto a un repertorio extendido para dos noches seguidas. En abril de 2011 Square Enix anunció que Distant Worlds continuaría a lo menos por tres años más. Uematsu dijo que preferiría añadir arreglos de temas más antiguos, ya que era lo que los admiradores más les interesaba; tanto él como Roth planeaban seguir agregando más arreglos al repertorio. Además dijo no estar seguro sobre agregar temas de Final Fantasy XIII y XIV, ya que consideró que eran muy recientes para lograr la popularidad de las primeras piezas.
En el día del concierto inaugural se publicó el álbum Distant Worlds: Music from Final Fantasy, interpretado por la Royal Stockholm Philharmonic Orchestra y que contiene la mayoría de los temas tocados en él. Se grabó en la Sala de Conciertos de Estocolmo en agosto de 2007 y el CD se vende en todas las presentaciones de la gira, así como en el sitio web oficial. El álbum recibió críticas diversas. Según Patrick Gann de RPGFan, «la calidad de grabación es decente, la interpretación es estándar y tiene todos los clásicos de Final Fantasy que has llegado a amar», pero lo decepcionó el hecho de que solo tuviese un arreglo original. Andre de Square Enix Music Online, aunque también hubiera deseado que tuviese más arreglos nuevos, consideró que la calidad era excelente y que es un álbum lleno «de vida y energía». Chris de Square Enix Music Online también lo elogió y le encontró similares méritos y defectos.
| Repertorio | |
| --- | --- |
| \| Original game \| Title \| \| -------------------------------------- \| ---------------------------------------------------------------------------------------------------------------------------------------------------------------- \| \| Serie Final Fantasy \| - «Main Theme» - «Swing de Chocobo» - «Chocobo Medley 2010» - «Prelude» - «Victory Theme» \| \| De Final Fantasy I a Final Fantasy III \| - «Medley 2002»[n. 1] - «Medley 2010» \| \| Final Fantasy IV \| - «Theme of Love» \| \| Final Fantasy V \| - «Dear Friends» - «Clash on the Big Bridge» - «Main Theme» \| \| Final Fantasy VI \| - «Dancing Mad» - «Opera "Maria and Draco"» - «Terra's Theme» - «Dark World» \| \| Final Fantasy VII \| - «One-Winged Angel» - «Opening - Bombing Mission» - «Aerith's Theme» - «Main Theme of Final Fantasy VII» - «JENOVA» - «Those Who Fight (Let the Battles Begin)» \| \| Final Fantasy VIII \| - «Liberi Fatali» - «Fisherman's Horizon» - «Love Grows» - «Don't be Afraid» - «The Man With The Machine Gun» - «Eyes on Me» \| \| Final Fantasy IX \| - «Vamo' alla Flamenco» - «Prima Vista» - «A Place to Call Home» - «Melodies of Life» - «You're Not Alone» \| \| Final Fantasy X \| - «Zanarkand» - «Suteki da ne» \| \| Final Fantasy XI \| - «Memoro de la Stono - Distant Worlds» - «Ronfaure» \| \| Final Fantasy XII \| - «Kiss Me Goodbye» \| \| Final Fantasy XIII \| - «The Promise» - «Fang's Theme» - «Saber's Edge» - «March of the Dreadnoughts» - «Fabula Nova Crystallis» - «Blinded by Light» \| \| Final Fantasy XIV \| - «Twilight over Thanalan» - «Beneath Bloody Borders» - «Primal Judgment» - «Answers» - «Navigator's Glory - The Theme of Limsa Lominsa» \| Nota 1. | |
| Original game | Title |
| Serie Final Fantasy | - «Main Theme» - «Swing de Chocobo» - «Chocobo Medley 2010» - «Prelude» - «Victory Theme»                                                                        |
| De Final Fantasy I a Final Fantasy III | - «Medley 2002» - «Medley 2010» |
| Final Fantasy IV | - «Theme of Love» |
| Final Fantasy V | - «Dear Friends» - «Clash on the Big Bridge» - «Main Theme» |
| Final Fantasy VI | - «Dancing Mad» - «Opera "Maria and Draco"» - «Terra's Theme» - «Dark World»                                                                                     |
| Final Fantasy VII | - «One-Winged Angel» - «Opening - Bombing Mission» - «Aerith's Theme» - «Main Theme of Final Fantasy VII» - «JENOVA» - «Those Who Fight (Let the Battles Begin)» |
| Final Fantasy VIII | - «Liberi Fatali» - «Fisherman's Horizon» - «Love Grows» - «Don't be Afraid» - «The Man With The Machine Gun» - «Eyes on Me»                                     |
| Final Fantasy IX | - «Vamo' alla Flamenco» - «Prima Vista» - «A Place to Call Home» - «Melodies of Life» - «You're Not Alone»                                                       |
| Final Fantasy X | - «Zanarkand» - «Suteki da ne» |
| Final Fantasy XI | - «Memoro de la Stono - Distant Worlds» - «Ronfaure» |
| Final Fantasy XII | - «Kiss Me Goodbye» |
| Final Fantasy XIII | - «The Promise» - «Fang's Theme» - «Saber's Edge» - «March of the Dreadnoughts» - «Fabula Nova Crystallis» - «Blinded by Light»                                  |
| Final Fantasy XIV | - «Twilight over Thanalan» - «Beneath Bloody Borders» - «Primal Judgment» - «Answers» - «Navigator's Glory - The Theme of Limsa Lominsa»                         |

### Distant Worlds II
Distant Worlds II: More Music From Final Fantasy fue un concierto de la serie Distant Worlds presentado el 12 de junio de 2010 en Estocolmo, al igual que el primer concierto de la gira. Arnie Roth renovó el repertorio de la Royal Stockholm Philharmonic Orchestra con un nuevo programa con más temas de Final Fantasy. Simultáneamente al concierto, se lanzó un nuevo CD con los mismos temas bajo el nombre de Distant Worlds II: Music From Final Fantasy. Royal Stockholm Philharmonic Orchestra ejecutó dicha grabación bajo la dirección de Arnie Roth en enero de 2010. El nombre Distant Worlds II únicamente se refiere al segundo concierto en Estocolmo, ya que la serie continua con su nombre original Distant Worlds no obstante su renovación mediante nuevos arreglos.
| Lista de temas |                                         |                     |
| --- | --------------------------------------- | ------------------- |
| \| # \| Tema \| Juego original \| \| --- \| --------------------------------------- \| ------------------- \| \| 1. \| «Prelude» \| Serie Final Fantasy \| \| 2. \| «Liberi Fatali» \| Final Fantasy VIII \| \| 3. \| «Victory Theme» \| Serie Final Fantasy \| \| 4. \| «To Zanarkand» \| Final Fantasy X \| \| 5. \| «Do not Be Afraid» \| Final Fantasy VIII \| \| 6. \| «Ronfaure» \| Final Fantasy XI \| \| 7. \| «Swing de Chocobo» \| Final Fantasy VII \| \| 8. \| «Main Theme» \| Final Fantasy VII \| \| 9. \| «Prima Vista Orchestra» \| Final Fantasy IX \| \| 10. \| «Dear Friends» \| Final Fantasy V \| \| 11. \| «Vamo' alla Flamenco» \| Final Fantasy IX \| \| 12. \| «J-E-N-O-V-A» \| Final Fantasy VII \| \| 13. \| «Opening» \| Final Fantasy VII \| \| 14. \| «Fisherman's Horizon» \| Final Fantasy VIII \| \| 15. \| «A Place to Call Home/Melodies of Life» \| Final Fantasy IX \| \| 16. \| «The Man with the Machine Gun» \| Final Fantasy VIII \| \| 17. \| «Suteki da ne» \| Final Fantasy X \| \| 18. \| «Dancing Mad» \| Final Fantasy VI \| \| 19. \| «The Promise» \| Final Fantasy XIII \| \| 20. \| «Fang's Theme» \| Final Fantasy XIII \| \| 21. \| «Medley» \| Final Fantasy XIV \| \| 22. \| «Terra's Theme» \| Final Fantasy VI \| \| 23. \| «One Winged Angel» \| Final Fantasy VII \| \| 24. \| «Clash on the Big Bridge» \| Final Fantasy V \| \| 25. \| «Twilight over Thanalan» \| Final Fantasy XIV \| \| 26. \| «Blinded by Light» \| Final Fantasy XIII \| \| 27. \| «Saber's Edge» \| Final Fantasy XIII \| \| 28. \| «March of the Dreadnoughts» \| Final Fantasy XIII \| |                                         |                     |
| # | Tema                                    | Juego original      |
| 1. | «Prelude»                               | Serie Final Fantasy |
| 2. | «Liberi Fatali»                         | Final Fantasy VIII  |
| 3. | «Victory Theme»                         | Serie Final Fantasy |
| 4. | «To Zanarkand»                          | Final Fantasy X     |
| 5. | «Do not Be Afraid»                      | Final Fantasy VIII  |
| 6. | «Ronfaure»                              | Final Fantasy XI    |
| 7. | «Swing de Chocobo»                      | Final Fantasy VII   |
| 8. | «Main Theme»                            | Final Fantasy VII   |
| 9. | «Prima Vista Orchestra»                 | Final Fantasy IX    |
| 10. | «Dear Friends»                          | Final Fantasy V     |
| 11. | «Vamo' alla Flamenco»                   | Final Fantasy IX    |
| 12. | «J-E-N-O-V-A»                           | Final Fantasy VII   |
| 13. | «Opening»                               | Final Fantasy VII   |
| 14. | «Fisherman's Horizon»                   | Final Fantasy VIII  |
| 15. | «A Place to Call Home/Melodies of Life» | Final Fantasy IX    |
| 16. | «The Man with the Machine Gun»          | Final Fantasy VIII  |
| 17. | «Suteki da ne»                          | Final Fantasy X     |
| 18. | «Dancing Mad»                           | Final Fantasy VI    |
| 19. | «The Promise»                           | Final Fantasy XIII  |
| 20. | «Fang's Theme»                          | Final Fantasy XIII  |
| 21. | «Medley»                                | Final Fantasy XIV   |
| 22. | «Terra's Theme»                         | Final Fantasy VI    |
| 23. | «One Winged Angel»                      | Final Fantasy VII   |
| 24. | «Clash on the Big Bridge»               | Final Fantasy V     |
| 25. | «Twilight over Thanalan»                | Final Fantasy XIV   |
| 26. | «Blinded by Light»                      | Final Fantasy XIII  |
| 27. | «Saber's Edge»                          | Final Fantasy XIII  |
| 28. | «March of the Dreadnoughts»             | Final Fantasy XIII  |

### Returning Home
Distant Worlds: Music from Final Fantasy Returning Home fue un concierto de la serie Distant Worlds realizado el 6 y 7 de noviembre de 2010 en Tokio por la Kanagawa Philharmonic Orchestra junto a músicos colaboradores como las cantantes Frances Maya y Susan Calloway. En Returning Home se estrenaron varios arreglos de Final Fantasy XIII y XIV, los que se agregaron a la gira. El 19 de enero de 2011 se publicó un set consistente en un DVD y un álbum doble con la grabación completa de la presentación en Japón.
| Lista de temas |                                                  |                     |
| --- | ------------------------------------------------ | ------------------- |
| \| # \| Tema \| Juego original \| \| --- \| ------------------------------------------------ \| ------------------- \| \| 1. \| «One-Winged Angel» \| Final Fantasy VII \| \| 2. \| «Victory Theme» \| Final Fantasy \| \| 3. \| «Don't be Afraid» \| Final Fantasy VIII \| \| 4. \| «FINAL FANTASY I~III Medley 2010» \| Final Fantasy I-III \| \| 5. \| «Love Grows» \| Final Fantasy VIII \| \| 6. \| «Ronfaure» \| Final Fantasy XI \| \| 7. \| «J-E-N-O-V-A» \| Final Fantasy VII \| \| 8. \| «Dear Friends» \| Final Fantasy V \| \| 9. \| «Vamo' alla flamenco» \| Final Fantasy IX \| \| 10. \| «Aerith's Theme» \| Final Fantasy VII \| \| 11. \| «Chocobo Medley 2010» \| Serie Final Fantasy \| \| 12. \| «Opening ~ Bombing Mission» \| Final Fantasy VII \| \| 13. \| «Zanarkand» \| Final Fantasy X \| \| 14. \| «Those Who Fight» \| Final Fantasy VII \| \| 15. \| «Dancing Mad» \| Final Fantasy VI \| \| 16. \| «Blinded by Light» \| Final Fantasy XIII \| \| 17. \| «Fang's Theme» \| Final Fantasy XIII \| \| 18. \| «March of the Dreadnoughts» \| Final Fantasy XIII \| \| 19. \| «Fabula Nova Crystallis» \| Final Fantasy XIII \| \| 20. \| «Saber's Edge» \| Final Fantasy XIII \| \| 21. \| «Navigator's Glory ~The Theme of Limsa Lominsa~» \| Final Fantasy XIV \| \| 22. \| «Twilight over Thanalan» \| Final Fantasy XIV \| \| 23. \| «Answers» \| Final Fantasy XIV \| \| 24. \| «Primal Judgement» \| Final Fantasy XIV \| \| 25. \| «The Man with the Machine Gun» \| Final Fantasy VIII \| \| 26. \| «Terra's Theme» \| Final Fantasy VI \| \| \| Encore \| \| \| 27. \| «Encore: Clash on the Big Bridge» \| Final Fantasy V \| |                                                  |                     |
| # | Tema                                             | Juego original      |
| 1. | «One-Winged Angel»                               | Final Fantasy VII   |
| 2. | «Victory Theme»                                  | Final Fantasy       |
| 3. | «Don't be Afraid»                                | Final Fantasy VIII  |
| 4. | «FINAL FANTASY I~III Medley 2010»                | Final Fantasy I-III |
| 5. | «Love Grows»                                     | Final Fantasy VIII  |
| 6. | «Ronfaure»                                       | Final Fantasy XI    |
| 7. | «J-E-N-O-V-A»                                    | Final Fantasy VII   |
| 8. | «Dear Friends»                                   | Final Fantasy V     |
| 9. | «Vamo' alla flamenco»                            | Final Fantasy IX    |
| 10. | «Aerith's Theme»                                 | Final Fantasy VII   |
| 11. | «Chocobo Medley 2010»                            | Serie Final Fantasy |
| 12. | «Opening ~ Bombing Mission»                      | Final Fantasy VII   |
| 13. | «Zanarkand»                                      | Final Fantasy X     |
| 14. | «Those Who Fight»                                | Final Fantasy VII   |
| 15. | «Dancing Mad»                                    | Final Fantasy VI    |
| 16. | «Blinded by Light»                               | Final Fantasy XIII  |
| 17. | «Fang's Theme»                                   | Final Fantasy XIII  |
| 18. | «March of the Dreadnoughts»                      | Final Fantasy XIII  |
| 19. | «Fabula Nova Crystallis»                         | Final Fantasy XIII  |
| 20. | «Saber's Edge»                                   | Final Fantasy XIII  |
| 21. | «Navigator's Glory ~The Theme of Limsa Lominsa~» | Final Fantasy XIV   |
| 22. | «Twilight over Thanalan»                         | Final Fantasy XIV   |
| 23. | «Answers»                                        | Final Fantasy XIV   |
| 24. | «Primal Judgement»                               | Final Fantasy XIV   |
| 25. | «The Man with the Machine Gun»                   | Final Fantasy VIII  |
| 26. | «Terra's Theme»                                  | Final Fantasy VI    |
| | Encore                                           |                     |
| 27. | «Encore: Clash on the Big Bridge»                | Final Fantasy V     |

### Presentaciones
| Lista |                                                                                    |                                                                     |
| --- | ---------------------------------------------------------------------------------- | ------------------------------------------------------------------- |
| \| Fecha \| Lugar \| Orquesta \| \| ----------------------------------------- \| ---------------------------------------------------------------------------------- \| ------------------------------------------------------------------- \| \| 4 de diciembre de 2007 \| Estocolmo, Suecia – Stockholm Concert Hall \| Royal Stockholm Philharmonic Orchestra \| \| 1 de marzo de 2008 \| Chicago, Illinois – Rosemont Theatre \| Chicagoland Pops Orchestra \| \| 8 de octubre de 2008 \| Denver, Colorado – Boettcher Concert Hall \| Colorado Symphony \| \| 11 de abril de 2009 \| Minneapolis, Minnesota – Orpheum Theatre \| Distant Worlds Philharmonic \| \| 14 de abril de 2009 \| Grand Rapids, Míchigan – DeVos Performance Hall \| Grand Rapids Symphony \| \| 22-23 de mayo de 2009 \| Ciudad de Singapur, Singapur – Esplanade Theatre \| Singapore Festival Orchestra \| \| 26–27 de mayo de 2009 \| Taipéi, Taiwán – Sun Yat-sen Memorial Hall \| Taipei Symphony Orchestra \| \| 18 de junio de 2009 \| Detroit, Míchigan - Orchestra Hall \| Detroit Symphony Orchestra \| \| 21 de junio de 2009 \| Dallas, Texas – Morton H. Meyerson Symphony Center \| Dallas Symphony Orchestra \| \| 27 de junio de 2009 \| Baltimore, Maryland – Joseph Meyerhoff Symphony Hall \| Baltimore Symphony Orchestra \| \| 9-11 de julio de 2009 \| Seattle, Washington – Benaroya Hall \| Seattle Symphony \| \| 18 de julio de 2009 \| San Francisco, California – Louise M. Davies Symphony Hall \| San Francisco Symphony \| \| 8 de octubre de 2009 \| Vancouver, Canadá – Orpheum Theatre \| Vancouver Symphony Orchestra y UBC Opera Ensemble \| \| 12 de diciembre de 2009 \| Chicago, Illinois – Rosemont Theatre \| Chicagoland Pops Orchestra y Festival Choir \| \| 5-6 de febrero de 2010 \| Seúl, Corea del Sur – Seoul Arts Center Concert Hall \| Euro-Asian Orchestra \| \| 12 de junio de 2010 (Distant Worlds II) \| Estocolmo, Suecia – Stockholm Concert Hall \| Royal Stockholm Philharmonic Orchestra \| \| 15–16 de julio de 2010 \| San Francisco, California – Louise M. Davies Symphony Hall \| San Francisco Symphony \| \| 22 de julio de 2010 \| San Diego, California – Embarcadero Marina Park South \| San Diego Symphony \| \| 24 de julio de 2010 \| Houston, Texas – Jones Hall \| Houston Symphony \| \| 30 de julio de 2010 \| Viena, Virginia – Wolf Trap National Park for the Performing Arts, Filine Center \| National Symphony \| \| 6-7 de noviembre de 2010 (Returning Home) \| Tokio, Japón – Tokyo International Forum \| Kanagawa Philharmonic Orchestra y KEIO University Choir \| \| 27 de noviembre de 2010 \| Toronto, Canadá – Sony Centre for the Performing Arts \| Kitchener-Waterloo Symphony \| \| 10-11 de febrero de 2011 \| Beirut, Líbano – The Opera House \| Lebanese National Symphony Orchestra \| \| 1-2 de abril de 2011 \| Ciudad de New York, New York – Brooklyn Academy of Music Howard Gilman Opera House \| Distant Worlds Philharmonic and Chorus \| \| 15-16 de abril de 2011 \| Sídney, Australia – Sídney Opera House \| Sídney Symphony Orchestra \| \| 6-7 de mayo de 2011 \| Atlanta, Georgia – Atlanta Symphony Hall \| Atlanta Symphony Orchestra \| \| 20 de mayo de 2011 \| Cracovia, Polania – 4th Film Music Festival \| Choir and Orchestra of the Karol Szymanowski Philharmonic Hall \| \| 26 de junio de 2011 \| Chicago, Illinois – Symphony Center \| Chicagoland Pops Orchestra y Festival Choir \| \| 16 de julio de 2011 \| Houston, Texas – Jones Hall \| Houston Symphony \| \| 27 de julio de 2011 \| Vancouver, Canadá – Orpheum Theatre \| Vancouver Opera Orchestra \| \| 30 de julio de 2011 \| Baltimore, Maryland – Joseph Meyerhoff Symphony Hall \| Baltimore Symphony Orchestra \| \| 5 de noviembre de 2011 \| Londres, Inglaterra – Royal Albert Hall \| Royal Philharmonic Orchestra \| \| 25 de febrero de 2012 \| Pittsburgh, Pensilvania – Benedum Center \| Distant Worlds Philharmonic Orchestra \| \| 28 de febrero de 2012 \| Kitchener, Canadá – Centre In The Square \| Kitchener-Waterloo Symphony \| \| 10 de marzo de 2012 \| Boston, Massachusetts – Boston Symphony Hall \| Video Game Orchestra \| \| 23-24 de marzo de 2012 \| St. Louis, Missouri – Powell Hall \| St. Louis Symphony \| \| 29 de marzo de 2012 \| Chicago, Illinois – Columbia College Chicago Concert Hall \| Fulcrum Point String Quartet \| \| 31 de marzo de 2012 \| Toronto, Canadá – Sony Centre for the Performing Arts \| Kitchener-Waterloo Symphony \| \| 2 de noviembre de 2012 \| Londres, Inglaterra – Royal Albert Hall (25th Anniversary concert) \| Royal Philharmonic Orchestra \| \| 4 de noviembre de 2012 \| Edimburgo, Escocia – Edinburgh Playhouse \| Royal Scottish National Orchestra, National Youth Choir of Scotland \| \| 16 de noviembre de 2012 \| Kuala Lumpur, Malasia – Dewan Filharmonik Petronas \| Malaysian Philharmonic Orchestra \| \| 24 de noviembre de 2012 \| Adelaida, Australia – Adelaide Entertainment Centre \| Adelaide Symphony Orchestra, Adelaide Philharmonia Chorus \| \| 7 de diciembre de 2012 \| Chicago, Illinois – Akoo Theatre (25th Anniversary concert) \| Chicagoland Pops Orchestra y Festival Choir \| \| 8 de diciembre de 2012 \| Montreal, Canadá – Salle Wilfrid-Pelletier \| Distant Worlds Philharmonic \| \| 26 y 31 de diciembre de 2012 \| Tokio, Japón – Tokyo International Forum (25th Anniversary concert) \| Kanagawa Philharmonic Orchestra \| \| 29 de diciembre de 2012 \| Osaka, Japón – Osaka International Convention Center (25th Anniversary concert) \| Osaka Philharmonic Orchestra \| \| 12-13 de enero de 2013 \| París, Francia – Palais des congrès de Paris \| Distant Worlds Philharmonic \| \| 14 de febrero de 2013 \| Milwaukee, Wisconsin – Milwaukee Theatre \| Distant Worlds Philharmonic, Bel Canto Chorus \| \| 2 de marzo de 2013 \| Munich, Alemania – Gasteig \| Munich Symphony Orchestra \| \| 21 de marzo de 2013 \| Omaha, Nebraska – Holland Performing Arts Center \| Distant Worlds Philharmonic \| \| 24 de abril de 2013 \| Vancouver, Canadá – Orpheum Theatre \| University of British Columbia Opera Ensemble \| \| 7–8 de junio de 2013 \| Atlanta, Georgia – Atlanta Symphony Hall \| Atlanta Symphony Orchestra \| \| 14–15 de junio de 2013 \| Viena, Austria – Wiener Konzerthaus \| Volksoper Philharmonic Orchestra, Wiener Kammerchor \| \| 20 de junio de 2013 \| Buenos Aires, Argentina – Teatro Gran Rex \| Distant Worlds Philharmonic \| \| 18 de julio de 2013 \| San Diego, California – Embarcadero Marina Park South \| San Diego Symphony \| \| 27 de julio de 2013 \| Hong Kong, China – AsiaWorld–Expo \| City Chamber Orchestra of Hong Kong, Die Konzertisten Chorale \| \| 6 de octubre de 2013 \| Boston, Massachusetts – Boston Symphony Hall \| Berklee Contemporary Symphony Orchestra, Berklee Choir \| \| 23 de noviembre de 2013 \| Miami, Florida – Knight Concert Hall \| Distant Worlds Philharmonic \| \| 7 de diciembre de 2013 \| Montreal, Canadá – Salle Wilfrid-Pelletier \| Distant Worlds Philharmonic, St. Lawrence Choir \| \| 8 de marzo de 2014 \| París, Francia – Palais des congrès de Paris \| Lamoureux Orchestra and Choir \| \| 12 de marzo de 2014 \| Ciudad de México, México – Auditorio Nacional \| Orquesta Sinfónica Nacional & chorus \| \| 10 de abril de 2014 \| Nashville, Tennessee – Schermerhorn Symphony Center \| Nashville Symphony \| \| 13 de abril de 2014 \| Berlín, Alemania – Tempodrom \| Distant Worlds Philharmonic \| \| 26 de abril de 2014 \| Portland, Oregón – Arlene Schnitzer Concert Hall \| Oregon Symphony, Pacific Youth Choir \| \| 31 de mayo de 2014 \| Rancagua, Chile – Teatro Regional de Rancagua \| Orquesta Clásica de la Universidad de Santiago \| \| 1 de junio de 2014 \| Santiago, Chile – Movistar Arena \| Orquesta Clásica de la Universidad de Santiago \| \| 13 de septiembre de 2014 \| Viena, Austria – Wiener Konzerthaus \| Distant Worlds Philharmonic \| \| 1 de noviembre de 2014 \| Londres, Inglaterra – Royal Albert Hall \| Royal Philharmonic Orchestra, London Voices \| \| 6 de diciembre de 2014 \| Toronto, Canadá – Sony Centre for the Performing Arts \| Distant Worlds Philharmonic \| |                                                                                    |                                                                     |
| Fecha | Lugar                                                                              | Orquesta                                                            |
| 4 de diciembre de 2007 | Estocolmo, Suecia – Stockholm Concert Hall                                         | Royal Stockholm Philharmonic Orchestra                              |
| 1 de marzo de 2008 | Chicago, Illinois – Rosemont Theatre                                               | Chicagoland Pops Orchestra                                          |
| 8 de octubre de 2008 | Denver, Colorado – Boettcher Concert Hall                                          | Colorado Symphony                                                   |
| 11 de abril de 2009 | Minneapolis, Minnesota – Orpheum Theatre                                           | Distant Worlds Philharmonic                                         |
| 14 de abril de 2009 | Grand Rapids, Míchigan – DeVos Performance Hall                                    | Grand Rapids Symphony                                               |
| 22-23 de mayo de 2009 | Ciudad de Singapur, Singapur – Esplanade Theatre                                   | Singapore Festival Orchestra                                        |
| 26–27 de mayo de 2009 | Taipéi, Taiwán – Sun Yat-sen Memorial Hall                                         | Taipei Symphony Orchestra                                           |
| 18 de junio de 2009 | Detroit, Míchigan - Orchestra Hall                                                 | Detroit Symphony Orchestra                                          |
| 21 de junio de 2009 | Dallas, Texas – Morton H. Meyerson Symphony Center                                 | Dallas Symphony Orchestra                                           |
| 27 de junio de 2009 | Baltimore, Maryland – Joseph Meyerhoff Symphony Hall                               | Baltimore Symphony Orchestra                                        |
| 9-11 de julio de 2009 | Seattle, Washington – Benaroya Hall                                                | Seattle Symphony                                                    |
| 18 de julio de 2009 | San Francisco, California – Louise M. Davies Symphony Hall                         | San Francisco Symphony                                              |
| 8 de octubre de 2009 | Vancouver, Canadá – Orpheum Theatre                                                | Vancouver Symphony Orchestra y UBC Opera Ensemble                   |
| 12 de diciembre de 2009 | Chicago, Illinois – Rosemont Theatre                                               | Chicagoland Pops Orchestra y Festival Choir                         |
| 5-6 de febrero de 2010 | Seúl, Corea del Sur – Seoul Arts Center Concert Hall                               | Euro-Asian Orchestra                                                |
| 12 de junio de 2010 (Distant Worlds II) | Estocolmo, Suecia – Stockholm Concert Hall                                         | Royal Stockholm Philharmonic Orchestra                              |
| 15–16 de julio de 2010 | San Francisco, California – Louise M. Davies Symphony Hall                         | San Francisco Symphony                                              |
| 22 de julio de 2010 | San Diego, California – Embarcadero Marina Park South                              | San Diego Symphony                                                  |
| 24 de julio de 2010 | Houston, Texas – Jones Hall                                                        | Houston Symphony                                                    |
| 30 de julio de 2010 | Viena, Virginia – Wolf Trap National Park for the Performing Arts, Filine Center   | National Symphony                                                   |
| 6-7 de noviembre de 2010 (Returning Home) | Tokio, Japón – Tokyo International Forum                                           | Kanagawa Philharmonic Orchestra y KEIO University Choir             |
| 27 de noviembre de 2010 | Toronto, Canadá – Sony Centre for the Performing Arts                              | Kitchener-Waterloo Symphony                                         |
| 10-11 de febrero de 2011 | Beirut, Líbano – The Opera House                                                   | Lebanese National Symphony Orchestra                                |
| 1-2 de abril de 2011 | Ciudad de New York, New York – Brooklyn Academy of Music Howard Gilman Opera House | Distant Worlds Philharmonic and Chorus                              |
| 15-16 de abril de 2011 | Sídney, Australia – Sídney Opera House                                             | Sídney Symphony Orchestra                                           |
| 6-7 de mayo de 2011 | Atlanta, Georgia – Atlanta Symphony Hall                                           | Atlanta Symphony Orchestra                                          |
| 20 de mayo de 2011 | Cracovia, Polania – 4th Film Music Festival                                        | Choir and Orchestra of the Karol Szymanowski Philharmonic Hall      |
| 26 de junio de 2011 | Chicago, Illinois – Symphony Center                                                | Chicagoland Pops Orchestra y Festival Choir                         |
| 16 de julio de 2011 | Houston, Texas – Jones Hall                                                        | Houston Symphony                                                    |
| 27 de julio de 2011 | Vancouver, Canadá – Orpheum Theatre                                                | Vancouver Opera Orchestra                                           |
| 30 de julio de 2011 | Baltimore, Maryland – Joseph Meyerhoff Symphony Hall                               | Baltimore Symphony Orchestra                                        |
| 5 de noviembre de 2011 | Londres, Inglaterra – Royal Albert Hall                                            | Royal Philharmonic Orchestra                                        |
| 25 de febrero de 2012 | Pittsburgh, Pensilvania – Benedum Center                                           | Distant Worlds Philharmonic Orchestra                               |
| 28 de febrero de 2012 | Kitchener, Canadá – Centre In The Square                                           | Kitchener-Waterloo Symphony                                         |
| 10 de marzo de 2012 | Boston, Massachusetts – Boston Symphony Hall                                       | Video Game Orchestra                                                |
| 23-24 de marzo de 2012 | St. Louis, Missouri – Powell Hall                                                  | St. Louis Symphony                                                  |
| 29 de marzo de 2012 | Chicago, Illinois – Columbia College Chicago Concert Hall                          | Fulcrum Point String Quartet                                        |
| 31 de marzo de 2012 | Toronto, Canadá – Sony Centre for the Performing Arts                              | Kitchener-Waterloo Symphony                                         |
| 2 de noviembre de 2012 | Londres, Inglaterra – Royal Albert Hall (25th Anniversary concert)                 | Royal Philharmonic Orchestra                                        |
| 4 de noviembre de 2012 | Edimburgo, Escocia – Edinburgh Playhouse                                           | Royal Scottish National Orchestra, National Youth Choir of Scotland |
| 16 de noviembre de 2012 | Kuala Lumpur, Malasia – Dewan Filharmonik Petronas                                 | Malaysian Philharmonic Orchestra                                    |
| 24 de noviembre de 2012 | Adelaida, Australia – Adelaide Entertainment Centre                                | Adelaide Symphony Orchestra, Adelaide Philharmonia Chorus           |
| 7 de diciembre de 2012 | Chicago, Illinois – Akoo Theatre (25th Anniversary concert)                        | Chicagoland Pops Orchestra y Festival Choir                         |
| 8 de diciembre de 2012 | Montreal, Canadá – Salle Wilfrid-Pelletier                                         | Distant Worlds Philharmonic                                         |
| 26 y 31 de diciembre de 2012 | Tokio, Japón – Tokyo International Forum (25th Anniversary concert)                | Kanagawa Philharmonic Orchestra                                     |
| 29 de diciembre de 2012 | Osaka, Japón – Osaka International Convention Center (25th Anniversary concert)    | Osaka Philharmonic Orchestra                                        |
| 12-13 de enero de 2013 | París, Francia – Palais des congrès de Paris                                       | Distant Worlds Philharmonic                                         |
| 14 de febrero de 2013 | Milwaukee, Wisconsin – Milwaukee Theatre                                           | Distant Worlds Philharmonic, Bel Canto Chorus                       |
| 2 de marzo de 2013 | Munich, Alemania – Gasteig                                                         | Munich Symphony Orchestra                                           |
| 21 de marzo de 2013 | Omaha, Nebraska – Holland Performing Arts Center                                   | Distant Worlds Philharmonic                                         |
| 24 de abril de 2013 | Vancouver, Canadá – Orpheum Theatre                                                | University of British Columbia Opera Ensemble                       |
| 7–8 de junio de 2013 | Atlanta, Georgia – Atlanta Symphony Hall                                           | Atlanta Symphony Orchestra                                          |
| 14–15 de junio de 2013 | Viena, Austria – Wiener Konzerthaus                                                | Volksoper Philharmonic Orchestra, Wiener Kammerchor                 |
| 20 de junio de 2013 | Buenos Aires, Argentina – Teatro Gran Rex                                          | Distant Worlds Philharmonic                                         |
| 18 de julio de 2013 | San Diego, California – Embarcadero Marina Park South                              | San Diego Symphony                                                  |
| 27 de julio de 2013 | Hong Kong, China – AsiaWorld–Expo                                                  | City Chamber Orchestra of Hong Kong, Die Konzertisten Chorale       |
| 6 de octubre de 2013 | Boston, Massachusetts – Boston Symphony Hall                                       | Berklee Contemporary Symphony Orchestra, Berklee Choir              |
| 23 de noviembre de 2013 | Miami, Florida – Knight Concert Hall                                               | Distant Worlds Philharmonic                                         |
| 7 de diciembre de 2013 | Montreal, Canadá – Salle Wilfrid-Pelletier                                         | Distant Worlds Philharmonic, St. Lawrence Choir                     |
| 8 de marzo de 2014 | París, Francia – Palais des congrès de Paris                                       | Lamoureux Orchestra and Choir                                       |
| 12 de marzo de 2014 | Ciudad de México, México – Auditorio Nacional                                      | Orquesta Sinfónica Nacional & chorus                                |
| 10 de abril de 2014 | Nashville, Tennessee – Schermerhorn Symphony Center                                | Nashville Symphony                                                  |
| 13 de abril de 2014 | Berlín, Alemania – Tempodrom                                                       | Distant Worlds Philharmonic                                         |
| 26 de abril de 2014 | Portland, Oregón – Arlene Schnitzer Concert Hall                                   | Oregon Symphony, Pacific Youth Choir                                |
| 31 de mayo de 2014 | Rancagua, Chile – Teatro Regional de Rancagua                                      | Orquesta Clásica de la Universidad de Santiago                      |
| 1 de junio de 2014 | Santiago, Chile – Movistar Arena                                                   | Orquesta Clásica de la Universidad de Santiago                      |
| 13 de septiembre de 2014 | Viena, Austria – Wiener Konzerthaus                                                | Distant Worlds Philharmonic                                         |
| 1 de noviembre de 2014 | Londres, Inglaterra – Royal Albert Hall                                            | Royal Philharmonic Orchestra, London Voices                         |
| 6 de diciembre de 2014 | Toronto, Canadá – Sony Centre for the Performing Arts                              | Distant Worlds Philharmonic                                         |

## Final Symphony
Final Symphony es una gira mundial de música de Final Fantasy VI, VII y X. Debutó con una doble función realizada el 11 de mayo de 2013 en Wuppertal (Alemania) a cargo de la Wuppertal Symphony Orchestra en el teatro Historische Stadthalle Wuppertal. Luego se presentó en el Barbican Centre mediante la Orquesta Sinfónica de Londres el 30 de mayo de 2013. Final Symphony fue su primera presentación de música de videojuegos, lo que marcó un hito para Final Fantasy y la música del ámbito en general. Nobuo Uematsu y Masashi Hamauzu asistieron a las funciones en Wuppertal y Londres. En la interpretación por la Tokyo Philharmonic Orchestra, ambos compositores hablaron sobre su trabajo en la serie sobre el escenario de Tokyo Bunka Kaikan. Final Symphony Tokyo fue el primer concierto de videojuegos en ser ovacionado de pie en Japón. Otros conciertos fueron realizados en Konserthuset (Estocolmo) y Tampere (Finlandia). 
Los temas fueron arreglados por Masashi Hamauzu, uno de los compositores de Final Fantasy X, junto con Jonne Valtonen y Roger Wanamo. Estos estuvieron basados en las composiciones de Hamauzu y Nobuo Uematsu, quien además participó como asesor. Thomas Böcker produce el concierto, como lo hizo para numerosos conciertos de videojuegos en Alemania, Suecia y Japón llamados Symphonic Game Music Concerts. La dirección está a cargo de Eckehard Stier, hombre experimentado en el campo de la música de videojuegos gracias a su trabajo en el álbum Drammatica: The Very Best of Yoko Shimomura y los conciertos Symphonic Fantasies en Tokio. Final Symphony contó además con el pianista Benyamin Nuss en 2013 (Wuppertal y Londres), quien fue sucedido por Katharina Treutler en 2014 (Tokio, Aarhus y Estocolmo).
| Presentaciones |                                              |                                        |
| --- | -------------------------------------------- | -------------------------------------- |
| \| Date \| Location \| Orchestra \| \| ------------------------ \| -------------------------------------------- \| -------------------------------------- \| \| 11 de mayo de 2013 \| Wuppertal – Historische Stadthalle Wuppertal \| Wuppertal Symphony Orchestra \| \| 30 de mayo de 2013 \| Londres – Barbican Centre \| London Symphony Orchestra \| \| 4 de mayo de 2014 \| Tokio – Tokyo Bunka Kaikan \| Tokyo Philharmonic Orchestra \| \| 9 de mayo de 2014 \| Aarhus – Musikhuset \| Aarhus Symphony Orchestra \| \| 18 de junio de 2014 \| Estocolmo – Konserthuset \| Royal Stockholm Philharmonic Orchestra \| \| 12 de septiembre de 2014 \| Tampere - Tampere Hall \| Tampere Philharmonic Orchestra \| |                                              |                                        |
| Date | Location                                     | Orchestra                              |
| 11 de mayo de 2013 | Wuppertal – Historische Stadthalle Wuppertal | Wuppertal Symphony Orchestra           |
| 30 de mayo de 2013 | Londres – Barbican Centre                    | London Symphony Orchestra              |
| 4 de mayo de 2014 | Tokio – Tokyo Bunka Kaikan                   | Tokyo Philharmonic Orchestra           |
| 9 de mayo de 2014 | Aarhus – Musikhuset                          | Aarhus Symphony Orchestra              |
| 18 de junio de 2014 | Estocolmo – Konserthuset                     | Royal Stockholm Philharmonic Orchestra |
| 12 de septiembre de 2014 | Tampere - Tampere Hall                       | Tampere Philharmonic Orchestra         |

## Otros conciertos
Además de los conciertos dedicados especialmente a Final Fantasy, la música de la serie ha figurado en muchos otros conciertos y giras. Orchestral Game Music Concerts, gira de la Tokyo Philharmonic Orchestra llevada a cabo entre 1991 y 1994, interpretó algunos temas en los primeros cuatro conciertos y lanzó sendos álbumes. Fuera de Japón, se interpretó la música de Final Fantasy por primera vez en agosto de 2003 por parte de Symphonic Game Music Concerts, una serie anual de conciertos de videojuegos realizada en Alemania. Eminence Symphony Orchestra, una orquesta sinfónica especializada en temas clásicos de videojuegos, también la incluye en su repertorio desde octubre de 2003; Video Games Live, desde 2005 y Play! A Video Game Symphony, desde 2006. Para este último, Nobuo Uematsu compuso la fanfarria que inicia cada presentación. Además la música de Final Fantasy se usó en el cuarto y último movimiento de los conciertos Symphonic Fantasies: Music from Square Enix, realizados en septiembre de 2009 y en 2012 con la producción de los creadores de Symphonic Game Music Concerts y la dirección de Arnie Roth; el resto del programa provino de Kingdom Hearts, Seiken Densetsu y Chrono.